# Norfenfluramine
La norfenfluramine (3-trifluorométhylamphétamine) est une substance anorexigène appartenant au groupe des amphétamines. Ce serait aussi un psychotrope stimulant, en raison de propriétés sérotoninergiques :
- stimulation de la libération de sérotonine ;
- puissante activité agoniste vis-à-vis des récepteurs 5HT2B,

mais cette activité est considérée comme négligeable  (voir ci-dessous).

La norfenfluramine n'a pas été commercialisée ; c'est un métabolite actif de trois médicaments, la fenfluramine (Pondéral), la dexfenfluramine (Isoméride) (sous forme S) et le benfluorex (Mediator), retirés du marché.

## Historique

### 1959 - 1974
En 1959, Paul Craig et Charles Zirkle (Smith Kline & French Laboratories) déposent une demande de brevet aux États-Unis couvrant la norfenfluramine (pour ses propriétés anorexigènes). Le brevet sera délivré également en France, Belgique et Grande-Bretagne.
En 1960, Albert Weissman et al. publient au congrès de la Société américaine de pharmacologie et de thérapeutique sur la norfenfluramine.  Sa pharmacologie se caractérise par un effet anorexigène sans stimulation notable du système nerveux central. La conclusion des auteurs est la suivante : « It is concluded that P-1727 (code de la norfenfluramine dans cette publication) retains much of the anorectic potency of amphetamine in rats without concomitant behavioral stimulation, as measured by operant conditioning techniques. »
En 1974, Goudie et al. (Psychopharmacologia) confirment chez le rat ces propriétés anorexigènes de la norfenfluramine ; ils concluent qu’une partie au moins des effets de la fenfluramine est due à celle de son métabolite principal la norfenfluramine : « The data reported in this paper provide evidence which implicates norfenfluramine as a mediator of the actions of fenfluramine ».

### 1976
Sous le nom commercial de Mediator, le benfluorex est commercialisé en 1976 en France par le groupe Servier, officiellement comme antidiabétique. Mais il aurait également été présenté aux prescripteurs par les visiteurs médicaux comme avantageux chez les patients désireux de perdre du poids. (Ce point est discuté. Voir l'article Benfluorex)

### Entre 1988 et 1991
Entre 1988 et 1991, la littérature scientifique fait état de ce que certains des effets principaux et secondaires de la fenfluramine (Pondéral) sont dus à son métabolite N-déalkylé, la norfenfluramine,,. À cette période, le fabricant, Servier, a connaissance de ce que le Mediator donne chez l'humain ce même métabolite, la norfenfluramine, à des concentrations voisines de celles mesurées après Pondéral.

### Années 2000
Au début des années 2000, des recherches américainesévoquent le rôle de la norfenfluramine (en tant que métabolite) dans l'induction des valvulopathies associées à la dexfenfluramine tout comme à la fenfluramine. La norfenfluramine est aussi l'un des deux métabolites principaux du benfluorex.
Selon le rapport de l'IGAS, « Cet « aveu » de ce que le benfluorex ne serait qu’un précurseur, [...] les laboratoires Servier ont cherché, après l’avoir reconnu, à le faire oublier, en retirant une phrase évoquant cette caractéristique d’un document communiqué à l’Afssaps en 1999 »(en gras dans le texte).

En Espagne, la survenue sous benfluorex de troubles cardiaques graves, semblables à ceux observés avec la fenfluramine et la dexfenfluramine, est à l'origine du retrait du marché des spécialités pharmaceutiques contenant du benfluorex, en mars 2003. En France, le benfluorex (Mediator et ses génériques) est retiré des pharmacies le 30 novembre 2009.

## Effets indésirables
L'activité de la norfenfluramine sur les récepteurs 5HT2B des valves du cœur peut entraîner une insuffisance cardiaque caractéristique, due à la  prolifération des fibroblastes du cœur sur la valve tricuspide, appelée fibrose cardiaque. 
Par ailleurs, il a été montré que la norfenfluramine possède des propriétés vasoactives, pouvant entraîner une hypertension artérielle pulmonaire,.

Ces effets indésirables (valvulopathies cardiaques et hypertension artérielle pulmonaire) ont conduit au retrait successif des trois médicaments, la fenfluramine, la dexfenfluramine et le benfluorex. En effet, après ingestion, chacune de ces molécules est métabolisée en norfenfluramine : selon un rapport de l'IGAS, "Après administration de dexfenfluramine (ISOMERIDE), de fenfluramine (PONDERAL) ou de benfluorex (MEDIATOR) aux doses préconisées en thérapeutique, les niveaux des concentrations plasmatiques de la norfenfluramine (exposition : Cmax et AUC) sont similaires : environ 50 ng/ml."
Cette similarité de métabolisme serait contestée par Servier, le fabricant des trois produits retirés. 
Selon le Figaro, [...] jusqu'en 2009, aucune publication scientifique accessible, pas plus que les documents d'information scientifique de Servier à destination des prescripteurs, ne faisait clairement état de la production de norfenfluramine, identifiée néfaste pour le cœur dès 2000.